# Bragg (månekrater)
Bragg er et gammelt nedslagskrater på Månen. Det befinder sig på Månens bagside lige bag den nordvestlige rand, og det er opkaldt efter den engelske fysiker og kemiker William H. Bragg (1862 – 1942).
Navnet blev officielt tildelt af den Internationale Astronomiske Union (IAU) i 1970. 
Krateret observeredes første gang i 1965 af den sovjetiske rumsonde Zond 3.

## Omgivelser
Braggkrateret ligger nord-nordvest for den bjergomgivne slette Lorentz. De nærliggende kratere af betydning er Rynin mod nord, Stefan mod nordvest, Lacchini mod vest og Avicenna mod sydøst. Området omkring krateret er meget forrevet og mærket af mange mindre nedslag.

## Karakteristika
Krateret er stærkt eroderet og omformet af senere nedslag, hvilket har efterladt det som en irregulær fordybning i overfladen. Den mest intakte del af kraterranden er den vestlige, mens den nordlige og østlige rand er blevet slidt væk og dækket af adskillige mindre kratere. Det mest bemærkelsesværdige af disse er "Bragg H", som ligger over den øst-sydøstlige rand.

## Satellitkratere
De kratere, som kaldes satellitter, er små kratere beliggende i eller nær hovedkrateret. Deres dannelse er sædvanligvis sket uafhængigt af dette, men de får samme navn som hovedkrateret med tilføjelse af et stort bogstav. På kort over Månen er det en konvention at identificere dem ved at placere dette bogstav på den side af satellitkraterets midte, som ligger nærmest hovedkrateret. Braggkrateret har følgende satellitkratere:
| Bragg | Længde  | Bredde   | Diameter |
| ----- | ------- | -------- | -------- |
| H     | 41,7° N | 101,0° W | 40 km    |
| M     | 39,1° N | 102,5° W | 45 km    |
| P     | 40,0° N | 104,4° W | 30 km    |

## Måneatlas
- Billeder af Braggkrateret i LPI-måneatlasset